# La Noyade
La Noyage (Abe Sapien: The Drowning) est le premier tome de la série de bande dessinée Abe Sapien, dérivée de Hellboy.

## Synopsis
En 1980, Abe Sapien est envoyé pour la première fois en mission en solitaire, retrouver une dague de Lipou, objet mystique fabriquée sur ordre d'une déesse Hindoue.
Son enquête le mène sur l'Île de Saints-Sébastien; il y sera confronté aux monstres marins, aux fantômes et à l'histoire de Sir Edward Grey, qui, à la fin du XIXe siècle, utilisa l'une de ces dagues pour tuer Epke Vrooman, un sorcier hollandais…

## Commentaires
- Le volume se clôt par un carnet de croquis.

## Publication
- 2008 : Abe Sapien: The Drowning (Dark Horse Comics)
- 2010 : Abe Sapien : La Noyage (Delcourt) : première édition en français